# Hemerocallis multiflora
Hemerocallis multiflora är en grästrädsväxtart som beskrevs av Arlow Burdette Stout. Hemerocallis multiflora ingår i släktet dagliljor, och familjen grästrädsväxter. Inga underarter finns listade i Catalogue of Life.